# Johannes Hofmayr
Johannes Hofmayr (ur. 19 października 1994 r. w Linz) – austriacki wioślarz.

## Osiągnięcia
- Mistrzostwa Świata – Poznań 2009 – ósemka wagi lekkiej – 8. miejsce[1].